# Northern Bruce Peninsula
Northern Bruce Peninsula (offiziell und vollständig Municipality of Northern Bruce Peninsula) ist eine Flächengemeinde im Süden der kanadischen Provinz Ontario. Sie liegt im Bruce County und hat den Status einer Lower Tier (untergeordneten Gemeinde).
Die Gemeinde wurde erst 1999, durch die Zusammenlegung von bis dahin eigenständigen Gemeinden geschaffen. Während die beiden Siedlungsschwerpunkte Lion's Head und Tobermory von kleinstädtischer Struktur sind, existieren noch weitere Weilerartige Ansiedlungen wie Dyers Bay, Miller Lake, Stokes Bay, Pike Bay, Ferndale und Barrow Bay. Tobermory ist dabei auch der Ausgangspunkt für den Besuch der beiden angrenzenden Nationalparks. Der Rest der Gemeinde ist von ländlicher Struktur geprägt.
Seit 1990 liegt die Gemeinde in einem Biosphärenreservat der UNESCO, welches weitgehend den kanadischen Anteil der Niagara-Schichtstufe umfasst. Außerdem sind seit 2009 im nördlichen Teil der Gemeinde 167 km² als Dark Sky Preserve (Lichtschutzgebiet, Bruce Peninsula Dark Sky Preserve) ausgewiesen.

## Lage
Die Gemeinde liegt auf der Bruce-Halbinsel, einer Halbinsel die die östlich gelegene Georgian Bay vom westlich gelegenen Lake Huron trennt. Unmittelbar südlich von Northern Bruce Peninsula grenzt die Gemeinde South Bruce Peninsula an und etwa 220 Kilometer Luftlinie südöstlich liegt Toronto.
Die Gemeinde ist, neben der grundsätzlich ländlichen Struktur, geprägt durch zahlreiche Schutzgebiete. An der Nordspitze der Halbinsel liegt der Fathom Five National Marine Park, dem sich nach Süden der Bruce-Peninsula-Nationalpark anschließt. Über die Halbinsel verteilt finden sich dann mit dem Black Creek Provincial Park, Ira Lake Provincial Park, Johnston Harbour-Pine Tree Point Provincial Park, Lion's Head Provincial Park, Smokey Head-White Bluff Provincial Park und dem Hope Bay Forest Provincial Park mehrere der Provincial Parks in Ontario.
Die Gemeinde umschließt ein Reservat der Anishinabe, einem Volk der First Nation.

## Demografie
Der Zensus im Jahr 2016 ergab für Northern Bruce Peninsula eine Bevölkerungszahl von 3999 Einwohnern, nachdem der Zensus im Jahr 2011 für die Gemeinde eine Bevölkerungszahl von nur 3744 Einwohnern ergeben hatte. Die Bevölkerung hat damit im Vergleich zum letzten Zensus im Jahr 2011 etwas stärker als der Trend in der Provinz um 6,8 % zugenommen, während der Provinzdurchschnitt bei einer Bevölkerungszunahme von 4,6 % lag. Im Zensuszeitraum von 2006 bis 2011 hatte die Einwohnerzahl in der Siedlung entgegen dem Trend um 2,8 % abgenommen, während sie im Provinzdurchschnitt um 5,7 % zunahm.

## Verkehr
Verkehrstechnisch wird die Gemeinde durch den Kings Highway 6 erschlossen. Außerdem verkehrt zwischen Frühjahr und Herbst zwischen Tobermory und South Baymouth in der Gemeinde Tehkummah auf Manitoulin Island eine Fähre und verbindet damit den nördlichen mit dem südlichen Abschnitt des Kings Highway 6.
Im Norden der Gemeinde liegt mit dem „Tobermory Municipal Airport“ (IATA: ohne, ICAO: ohne, Transport Canada Identifier: CNR4) ein kleiner Lokalflugplatz. Der Flugplatz verfügt nur über eine kurze asphaltierte Start- und Landebahn von weniger als 1000 Meter Länge.